# رونالد ساندرز
رونالد ساندرز هو مونتير كندي، ولد في 20 يونيو 1945 في وينيبيغ في كندا.

## وصلات خارجية
- رونالد ساندرز على موقع IMDb (الإنجليزية)
- رونالد ساندرز على موقع ألو سيني (الفرنسية)
- رونالد ساندرز على موقع أول موفي (الإنجليزية)
- رونالد ساندرز على موقع قاعدة بيانات الأفلام السويدية (السويدية)
- رونالد ساندرز على موقع قاعدة بيانات الفيلم (الإنجليزية)
- رونالد ساندرز على موقع كينوبويسك (الروسية)